# Lázaro en el laberinto
Lázaro en el laberinto es una obra de teatro, escrita por Antonio Buero Vallejo y estrenada en el Teatro Maravillas de Madrid el 18 de diciembre de 1986. Como en otras obras, el tema de la verdad es el centro del drama, construido sobre la conducta de Lázaro, el protagonista, cuyo laberinto es su pasado y la imposibilidad de recordarlo. Excelente texto, quizá injustamente preterido. 

## Argumento
Lázaro es el próspero dueño de "El Laberinto", librería-editorial de corte progresista en una pequeña ciudad de provincias. Vive con su hermana Fina y sus sobrinos Coral y Mariano, a quienes acogió cuando Fina fue abandonada por su marido. Como un segundo padre, Lázaro ha dado estudios de derecho a Mariano y de música a Coral, que sueña con ser concertista de laúd. La relación familiar es afectuosa y estrecha.
Lázaro, que tiene una conducta irreprochable, vive atormentado ante la necesidad de enfrentarse a su pasado y a conocer si obró adecuadamente o se comportó como un cobarde, cuando su novia Silvia fue apaleada por unos ultras después de una manifestación estudiantil 22 años atrás. Lázaro manifiesta esa angustia oyendo un timbre telefónico obsesivo que sólo el público y él perciben, desde que alguien le ha dicho que Silvia está de nuevo en la ciudad.
Amparo, exnovia de Mariano, es una joven novelista que entra en la vida de Lázaro a raíz de haber decidido inaugurar la colección Ediciones El Laberinto con la primera novela de la joven. Lázaro se siente atraído por la belleza de Amparo, pero sobre todo, por el sorprendente parecido (según él) que tiene con Silvia. De hecho, la relación con Amparo intenta ser una continuación de lo que vivió con 
Silvia, identificando a ambas en sus evocaciones como una misma mujer. La esperanza de Lázaro es que los timbres dejen de sonar si Amparo corresponde a su amor.

## Estreno
- Dirección: Gustavo Pérez Puig.
- Elenco: 
  - Lázaro … Javier Escrivá. 46 años, buen porte, fundamentalmente honrado y bondadoso, agobiado por la conciencia de su cobardía.
  - Coral … Amparo Larrañaga. 19 años, inocente y secretamente enamorada de su tío, vive para su sueño: ser concertista de laúd.
  - Fina … Cándida Losada. 50 años, avejentada, fracasada, egoísta a fuerza de ser buena madre, aborrece a Amparo porque ve que con ella peligra su estabilidad familiar si Lázaro contrae matrimonio.
  - Mariano … Antonio Carrasco. 24 años, personaje algo desdibujado, abogado sin futuro que se refugia en la protección de su tío: su falta de arrojo es una reedición de la cobardía de su tío veinte años atrás.
  - Amparo … Beatriz Carvajal. 28 años, atractiva novelista, inteligente y madura, se transmuta a ojos de Lázaro en la Silvia que añora. Amparo será la segunda oportunidad, pero también quien haga ver a Lázaro el por qué de su fracaso.
  - Germán … Miguel Ortiz. 25 años, compañero de facultad de Mariano, con el que establece una extraña relación de amistad y rencor social. Germán obra con quienes le rodean de manera cruel y traicionera, autojustificándose con la pobreza de su familia y las dificultades de su vida, frente a la cómoda existencia de Mariano, amparado por su tío.
  - Máscara primera … Francisco Maldonado.
  - Máscara segunda … José Luis. Ambos representan a los ultras que apalearon a Silvia y Lázaro al regreso de una manifestación.